# کنورندورف
کنورندورف (به آلمانی: Knorrendorf) یک شهر در آلمان است که در Mecklenburgische Seenplatte (district) واقع شده‌است. کنورندورف  ۶۸۴ نفر جمعیت دارد.